# Georg Erasmus von Tschernembl
Georg Erasmus Freiherr von Tschernembl (* 26. Januar 1567 in Schwertberg, Oberösterreich; † 18. November 1626 in Genf, Schweiz) war ein Calvinist und Wortführer der Stände in Österreich ob der Enns.

## Leben
Georg Erasmus war der Sohn des Hans von Tschernembl († 1595). Gemeinsam mit seinem Bruder Hans Christoph immatrikulierte er sich im November 1582 an der Altdorfer Akademie. Mit Paul Melissus reisten die Brüder 1584 nach Paris und 1585 nach England. Tschernembls weiterer Ausbildungsweg führte ihn in die calvinistische Stadt Genf (1586), nach Strassburg (1587), an die italienischen Universitäten Bologna und Siena (1588) und schließlich nach Speyer (1591). Am 13. Oktober 1599 heiratete er Elise Preuner (Breuner). Von 1599 bis 1603 war er Verordneten des Herrenstandes von Oberösterreich.
Als Calvinist stand Tschernembl dem Hause Habsburg ablehnend gegenüber und strebte eine Union der Protestanten in den habsburgischen Ländern und in Deutschland an. Im Bruderzwist des Hauses Habsburg unterstützte er aber Erzherzog Matthias bei der Auseinandersetzung mit Kaiser Rudolf II.
Am 12. August 1606 war er Vertreter der oberösterreichischen Stände bei den Verhandlungen in Wien. Vor allem 1608 verhandelte er mit Ständevertretern in Böhmen, Mähren (Karl von Žerotín) und Ungarn. Nachdem Rudolf II. auf seine Herrschaft in Österreich und Ungarn verzichtet hatte, wollten die Stände Zugeständnisse von König Matthias erreichen („Bewegung von Horn“ – Horner Bund). Die Verhandlungen darüber zogen sich in die Länge, mit der „Capitalations-Resolution“ vom 19. März 1609 erreichten die Stände freie Religionsausübung.
Mitte 1617 trat Tschernembl zum zweiten Mal das Amt des ständischen Verordneten an. Schon bald nach dem Prager Fenstersturz suchten die böhmischen Aufständischen Kontakt mit dem Land ob der Enns und schrieben am 8. Juli 1618 einen Brief an die beiden Verordneten des Herrenstandes mit der Bitte um gegenseitigen Beistand. Tschernembl verfasste daraufhin mehrere Schriften, in denen Kaiser Matthias bewogen wurde, den Aufstand in Böhmen nicht mit Waffengewalt niederzuschlagen, sondern mit gütigen Mitteln zu schlichten.
Als Matthias 1619 starb, wurde Ferdinand II. sein Nachfolger, der die Gegenreformation mit allen Mitteln durchsetzen wollte. Tschernembl stand an der Spitze der Stände von Oberösterreich, die eine Huldigung verweigerten und am 16. August 1619 ein Bündnis mit den aufständischen böhmischen Ständen schlossen. Als Tilly im Sommer 1620 mit seinem Heer in Oberösterreich einmarschierte, flüchtete Tschernembl mit Gesinnungsgenossen zu den böhmischen Truppen nach Eggenburg in Niederösterreich und mit diesen weiteren nach Prag, wo er auf Bitten böhmischer Landoffiziere Präsident im Kriegsrat wurde. Nach der Niederlage der böhmischen Stände bei der Schlacht am Weißen Berg am 8. November 1620 ging er über die Oberpfalz, Württemberg und Heidelberg nach Genf ins Exil, wo er verarmt starb.

## Spuren
In der Pfarrkirche Schwertberg befindet sich außer dem mutmaßlichen Epitaph für Georg Erasmus von Tschernembl im Presbyterium auch das Epitaph für seine Schwiegermutter Eva Tschernembl im Erdgeschoß des Turmes und das Epitaph für seinen Diener Christoph Wüllheusl an der nördlichen Außenwand.

## Publikationen
- De resistentia subditorum adversus principem legitima. Unveröffentlichtes Manuskript, 1600 (HHStA Wien, Hs. Bl. 381, fol. 442-469v).[5]
- Politische Geschichte Siebenbürgens zwischen 1520 und 1614. Verlauf mit Siebenbürgen fürnemblich seit König Johannis de Zapolia Zeit bis hieher, 1614, Manuscript aus dem Nachlass, veröffentlicht 1934 von Kuno von Klebelsberg und von Imre Likinich im Jahrbuch des Wiener Ungarische-Historischen Institutes, S. 133 ff.
- Consultationes Oder Vnderschidliche Rathschläg, Der maisten vnd wichtigisten sachen, welche von Anfang der Böhemischen, vnd andern folgenden Auffständ fürgangen, vnnd zu Werck gericht worden, oder werden sollen. 1624 (Bayrische Staatsbibliothek, Sign. 4 Diss. 2685, digitale-sammlungen.de).